# برايان دويل (لاعب كرة قاعدة)
برايان دويل (بالإنجليزية: Brian Doyle)‏ هو لاعب كرة قاعدة أمريكي، ولد في 26 يناير 1955 في غلاسكو في الولايات المتحدة.

## وصلات خارجية
- برايان دويل على موقع دوري كرة القاعدة الرئيسي (الإنجليزية)
- برايان دويل على موقعبيزبول رفرنس.كوم (الدوري الرئيسي) (الإنجليزية)
- برايان دويل على موقعبيزبول رفرنس.كوم (الدوري الثانوي) (الإنجليزية)
- برايان دويل على موقع إي إس بي إن.كوم (أم.أل.بي) (الإنجليزية)
- برايان دويل على موقع مشجعي الرسوم البيانية (الإنجليزية)